# Milk Race (videogioco)
Milk Race è un videogioco di ciclismo pubblicato dalla Mastertronic nel 1987 per gli home computer ZX Spectrum, Commodore 64, Atari 8-bit, MSX e Amstrad CPC. Il gioco è basato sul celebre evento ciclistico internazionale detto Milk Race, oggi conosciuto come Tour of Britain. Uscì in concomitanza con l'edizione del 1987 della corsa, la quale vedeva l'inizio nella città di Newcastle upon Tyne, attraversava il nord dell'Inghilterra per poi scendere attraverso le Midlands fino all'arrivo a Londra.
In America uscì nel 1988 con il titolo Ten Speed, solo per Commodore 64, senza alcun riferimento alla gara britannica, sostituita da una gara fittizia attraverso gli Stati Uniti d'America.
In seguito uscì un gioco simile basato sull'edizione successiva della Milk Race, Kellogg's Tour 1988, tuttavia il produttore è diverso e non ci sono legami tra i due.

## Modalità di gioco
La visuale di gioco è 2,5D con scorrimento orizzontale verso destra. Si controlla uno degli 84 ciclisti partecipanti alla gara, accelerando, rallentando, spostandolo su e giù trasversalmente alla strada e cambiando marcia tra 12 possibili.
Si devono schivare i ciclisti avversari e di tanto in tanto buche e automobili. I bordi della strada inoltre, sebbene sia quasi rettilinea, possono deviare leggermente su e giù. In caso di scontro il ciclista cade e perde un po' di tempo per ripartire.
Si ha una barra dell'energia che si consuma con la fatica del ciclista e in caso di esaurimento comporta l'abbandono della gara e la fine della partita. Ai lati della strada si trovano spesso bottiglie di latte che si possono raccogliere per ricaricare un po' l'energia.
Le marce più alte permettono maggiore velocità massima, ma consumano più energia, in funzione anche della pendenza della strada. Un piccolo indicatore grafico mostra la pendenza attuale, altrimenti non visibile sulla strada, che appare sempre piana.
Si devono affrontare 13 tappe con l'obiettivo finale di ottenere il miglior piazzamento possibile in classifica, superando gli avversari.
Prima di ogni tappa viene mostrato il tracciato su una mappa dell'Inghilterra (o degli USA nella versione Ten Speed), ma in gara le tappe hanno praticamente tutte la stessa estetica. Sullo sfondo si susseguono scenari di città e di campagna mentre in primo piano scorrono spettatori di spalle.
Occasionalmente possono iniziare prove speciali che richiedono di percorrere un certo tratto di strada, all'interno di una tappa, entro un limite di tempo, pena l'eliminazione dalla gara. Su Commodore 64 l'inizio della prova è segnalato dall'apparizione di un omino con bandierina. Oltre all'esaurimento dell'energia, il fallimento delle prove a tempo è l'unica causa possibile di sconfitta immediata.